# Greasy Neale
Alfred Earle „Greasy“ Neale (* 5. November 1891 in Parkersburg,
West Virginia; † 2. November 1973 in Lake Worth, Florida) war ein US-amerikanischer Baseball- und American-Football-Spieler und Footballtrainer. Als Mitglied der Cincinnati Reds gewann er 1919 die Meisterschaft in der Major League Baseball (MLB), als Head Coach der Philadelphia Eagles 1948 und 1949 die Meisterschaft in der National Football League (NFL).

## Jugend
Greasy Neale arbeitete nach seinem Schulabschluss in einer Eisenmühle. Er wurde zum Schmieren der Maschinen eingesetzt, was ihm auch seinen Spitznamen „Greasy“ einbrachte. Da er seinen Vornamen wenig mochte, behielt er Greasy als Rufnamen bei. In der Mühle musste Neale täglich 16 Stunden bei einem Wochenlohn von 12,50 US-Dollar arbeiten.
Nach zwei Jahren kehrte Neale an die High School zurück und übernahm dort das Traineramt bei der Footballmannschaft. Im Jahr 1912 erhielt er ein Stipendium am West Virginia Wesleyan College. Gleichzeitig spielte er Baseball in einer unterklassigen Baseballmannschaft. Nach seinem Studienabschluss im Jahr 1914 spielte er weiterhin im Sommer Baseball in unterklassigen Ligen und trainierte im Herbst die Footballmannschaft des Muskingum Colleges.

## Baseballspieler
Im Jahr 1916 erhielt Neale einen Vertrag von den Cincinnati Reds einer Baseballmannschaft der Major League Baseball und spielte dort als Outfielder. 1919 zog er mit seiner Mannschaft in die World Series ein.
Mit 5:3 Siegen konnten sich die Reds gegen die Chicago White Sox durchsetzen. Neale trug maßgeblich mit zehn Hits zum Sieg seiner Mannschaft bei. Erst nachträglich stellte sich heraus, dass zahlreiche Spieler der White Sox den Ausgang der Meisterschaft manipuliert hatten. Die betroffenen Spieler waren in einen Wettskandal verwickelt und hatten Bestechungsgelder angenommen. Die Endspielserie ging als Black Sox Skandal in die Geschichte des Baseballsports ein. Nach einem kurzen Gastspiel bei den Philadelphia Phillies im Laufe der Saison 1921, kehrte Neale im Jahr 1922 zu den Reds zurück und beendete dort nach der Saison 1924 nach 768 Spielen seine Baseballkarriere.

## Footballspieler und -trainer
Bereits während seiner Baseballlaufbahn bei den Reds trainierte Neale die College-Football-Mannschaft an seinem ehemaligen College. Gleichzeitig spielte er schon ab 1912 bei den Canton Bulldogs professionell American Football. Die doppelte Verpflichtung war für Neale kein Problem, da die Bulldogs mit ihrem Starspieler Jim Thorpe lediglich zum Spiel am Sonntag antraten, aber nie miteinander trainierten. 1918 spielte er für die Dayton Triangles und ein Jahr später für die Massillon Tigers. Ab 1919 trainierte Neale für zwei Jahre die Footballmannschaft des Marietta Colleges. 1921 führte er als Trainer die Mannschaft des Washington & Jefferson College in den Rose Bowl. Das Spiel gegen die University of California endete mit einem 0:0.
Von 1923 bis 1929 betreute Neale für sechs Jahre die Footballmannschaft der University of Virginia. Greasy kehrte danach kurzzeitig zum Baseballsport zurück. Er trainierte 1929 die St. Louis Cardinals, um ab 1930 als Spieler und Manager diverser unterklassiger Baseballmannschaften im Sommer in Erscheinung zu treten. Seine Karriere als Footballtrainer behielt er dabei immer im Auge und trainierte zeitweise ein Footballteam, welches keiner Liga angehörte. Zwischen 1930 und 1933 betreute er das Team der West Virginia University um danach als Assistenztrainer an der Yale University zu arbeiten. Bis zu seiner Verpflichtung durch die Philadelphia Eagles im Jahr 1941 behielt er dieses Amt inne.
Die ersten beiden Jahre als Trainer der Philadelphia Eagles waren für Neale wenig erfolgreich. Es wurden jeweils mehr Spiele
verloren als gewonnen. 1943 herrschte in der NFL aufgrund des Zweiten Weltkriegs ein Mangel an Spielern. Die Eagles waren zur Bildung einer Spielgemeinschaft mit den Pittsburgh Steelers gezwungen. Zusammen mit Walt Kiesling, dem Trainer der Steelers, betreute Neale für ein Jahr diese Spielgemeinschaft. Erstmals gewann er in dieser Saison mit den Phil-Pitt Steagles mehr Spiele in einer Spielrunde, als er verlor. Dies sollte sich bis zum Ende seiner Trainerlaufbahn auch nicht mehr ändern. In den nächsten Jahren gelang es Neale durch die Verpflichtung zahlreicher Spieler, die nach ihrer Karriere Aufnahme in die Pro Football Hall of Fame fanden, aus den Eagles ein Spitzenteam zu formen. So konnten der Runningback Steve Van Buren, der End Pete Pihos oder der Center Alex Wojciechowicz an das Team gebunden werden. Im Jahr 1947 zog Neale mit seinem Team zum ersten Mal in das NFL-Meisterschaftsspiel ein, wo man allerdings den von Jimmy Conzelman betreuten Chicago Cardinals mit 21:28 unterlag. Es sollte die einzige Endspielniederlage von Neale bleiben. In den nächsten beiden Jahren sollten die Eagles die NFL dominieren. Im Jahr 1948 gewannen sie das Endspiel gegen die Cardinals mit 7:0. 1949 konnten sie sich gegen die Los Angeles Rams mit 14:0 durchsetzen. Nach der Saison 1950 beendete Greasy Neale seine Trainerlaufbahn.

## Familiäres
Greasy Neale war verheiratet und lebte zum Zeitpunkt seines Todes in einem Pflegeheim. Er ist in seiner Geburtsstadt auf dem Parkersburg Memorial Garden beerdigt.

## Ehrungen
Earle Neale ist Mitglied in der College Football Hall of Fame, in der Pennsylvania Sports Hall of Fame und in der Philadelphia Sports Hall of Fame sowie in der Pro Football Hall of Fame. Die Philadelphia Eagles ehren ihn auf der Eagles Hall of Fame. Im Jahr 1948 wurde er zum NFL Coach of the Year gewählt.